# Christophe Opoix
Christophe Opoix est un chimiste et homme politique français né le 28 février 1745 à Provins (Seine-et-Marne) et décédé le 12 août 1840 au même lieu.

## Biographie
Christophe Opoix II est le fils de Christophe Opoix I (1705-1765) et d'Anne Beauvalet. En 1738 son père est apothicaire à Provins et devient maire de la ville en 1763. Il est également marguillier de sa paroisse.
Christophe Opoix II étudie au collège des Oratoriens de Provins, puis à Paris, et publie en 1770 une analyse des eaux minérales de Provins. En 1780, il publie une minéralogie des environs de Provins. 
Apothicaire et officier municipal de Provins au moment de la Révolution, il est député de Seine-et-Marne à la Convention. Siégeant avec les modérés, il vote le bannissement de Louis XVI. 
Il quitte ensuite la vie politique, pour revenir à sa profession et s'occuper de poésie et d'histoire. Il a notamment publié une Dissertation sur l’ancien Provins (1818), et une Histoire et description de Provins (1823, in 8°, xv-496 p.), où il soutient l'identité de l'Agedincum (ou Agendicum) de César avec Provins plutôt que Sens, et  l'origine romaine des fortifications de la ville contre l'opinion de Pasques. Il s'ensuivit une vive polémique.
Son fils Christophe Opoix III (1777-1839) est sous-inspecteur des forêts à Rosoy (Oise) en l`an IX puis garde-général des Eaux et Forêts à Crécy en 1816.

## Source
- « Christophe Opoix », dans Adolphe Robert et Gaston Cougny, Dictionnaire des parlementaires français, Edgar Bourloton, 1889-1891 [détail de l’édition]
- Claude Viel, « Christophe Opoix (1745-1840), apothicaire provinois, conventionnel, homme de lettres et de théâtre, historien », Revue d'Histoire de la Pharmacie, no 375,‎ 2012, p. 267-294 (lire en ligne, consulté le 20 octobre 2020)